# Methanococcaceae
En taxonomía, los Methanococcaceae son una familia dentro de Methanococcales. Estos organismos pueden producir metano usando formiato o mediante la reducción de dióxido de carbono con hidrógeno. Ellos viven en las marismas y otros enviornments costeras. Los miembros del género Methanothermococcus se han encontrado en las fuentes hidrotermales de las profundidades marinas.